# 国际社会主义倾向

国际社会主义倾向标志

国际社会主义倾向（英語：International Socialist Tendency，缩写为IST）是一个非正统的托洛茨基主义国际组织。该组织起源于1950年代托尼·克里夫领导的英国“社会主义评论团体”（该团体先后被英国托派组织“俱乐部”和第四国际开除）。它以英国社会主义工人党已故领导人托尼·克里夫的思想为指导，在近30个国家拥有分支（最重要的分支是英国社会主义工人党）。它在欧洲有较强的影响力，特别是在英国。
该组织的政治路线和许多托洛茨基主义国际政党组织类似。但在对于苏联的评价上，该组织和其它托派组织有一些不同。该组织根据他们的“永久战时经济”理论和“被扭曲的不断革命”理论得出结论：苏联是实行国家资本主义经济的国家，而不是“畸形工人国家”。该组织认为历史上出现的所谓“社会主义国家”与古典马克思主义的描述截然相反，它们的实质是“斯大林主义”。
和许多国际组织不一样，该组织没有正式的组织结构，而且只做出过一次公共决定，那就是开除美国的国际社会主义组织。

## 附属组织
- 团结
- 奥地利 左转
- 国际社会主义组织
- 巴西 起义
- 加拿大 国际社会主义者
- 賽普勒斯 工人民主
- 捷克 社会主义团结
- 丹麦 国际社会主义者
- 国际社会主义组织
- 英国 社会主义工人党
- 希腊 社会主义工人党
- 愛爾蘭 社会主义工人网络
- 荷蘭 国际社会主义者
- 新西兰 社会主义奥特亚罗瓦
- 奈及利亞 社会主义工人联盟
- 波蘭 工人民主
- 南非 靠左
- 劳动者团结
- 西班牙 马克思21
- 叙利亚 叙利亚革命左翼潮流
- 泰國 社会主义工人
- 土耳其 革命社会主义工人党
- 美国 马克思21
- 辛巴威 国际社会主义组织

## 认同国际社会主义倾向的基本政治立场的非附属组织
- 社会主义替代
- 英国 21世纪革命社会主义
- 英国 反击（英语：Counterfire (group)）
- 德国 马克思21
- 德国 革命左翼
- 德国 自下而上的社会主义
- 希腊 国际主义工人左翼
- 新西兰 国际社会主义组织
- 波多黎各 国际社会主义组织
- 塞爾維亞 马克思21
- 南非 国际社会主义运动

## 前附属组织
- 加拿大 新社会主义团体
- 法國 怎么办
- 德国 国际社会主义者团体
- 義大利 来自底层的共产主义
- 新西兰 社会主义工人组织
- 新西兰 社会主义工人
- 挪威 国际社会主义者
- 巴基斯坦 国际社会主义者
- 西班牙 在斗争
- 瑞典 国际社会主义者
- 乌拉圭 国际社会主义
- 美国 左转
- 美国 国际社会主义组织